# 伊氏敏䲁
伊氏敏䲁（學名：Scartella itajobi），為輻鰭魚綱鳚形目䲁科敏䲁屬的一種，分布於大西洋西南部巴西費南多·迪諾羅尼亞群島海域，深度0至1公尺，背鰭硬棘12枚、背鰭軟條13-15枚、臀鰭硬棘2枚、臀鰭軟條15-16枚，體長可達4.7公分，棲息在沿海淺水域，雌魚產附著性卵，雄魚有護卵行為，幼魚為浮游性，生活習性不明。